# Andrés de Villalar
Andrés de Villalar de Herrero (Zamora, c. 1530-Zamora, ¿1601?) fue un compositor y maestro de capilla español del siglo XVI, época de destacable crecimiento musical, tanto en compositores como en cantantes e instrumentistas.

## Biografía
El 6 de agosto de 1558 tomó posesión del magisterio de la Catedral de Almería, sucediendo en el cargo a Gil de Morata. Permaneció en el cargo hasta 1561.
En el verano de 1563 parece probable que compitió para conseguir el puesto de maestro de capilla en la catedral de Córdoba, siendo ganador a través de una votación secreta el 5 de julio con treinta votos, y teniendo por competidores a Diego Ximénez (maestro de capilla de dicha catedral desde el 15 de octubre de 1561 hasta su sustitución por Villalar) y a Jerónimo de Barrionuevo.
Durante su estancia de tres años como maestro de capilla en Córdoba, el anhelo por su tierra se hizo latente, lo que hizo que pidiese un permiso al capellán de Córdoba para poder visitar a su madre enferma en Zamora. Concedido el permiso, Villalar regresó a Zamora para no volver nunca a Córdoba. Tras recibir el capellán la carta de dimisión del zamorano el 16 de diciembre de 1566, se asignó como sucesor al granadino Gerónimo Durán de la Cueva el 24 de abril de 1567, quién se mantuvo como maestro de capilla hasta su muerte el 7 de enero de 1615.
En 1566, Villalar marchó a Burgos como maestro de capilla para suceder a Rodrigo Ordóñez. Según actas, fue llamado por el propio Cabildo de Burgos, quien había encargado la tarea de buscar a un maestro de capilla a dos canónigos. Estos encontraron como mejor opción a Villalar, no obstante, y según lo textos conservados, fue examinado en regla. El 2 de diciembre comenzó a servir en el magisterio, aunque por acuerdo capitular de ese mismo día, el salario le comenzó a correr desde el 1 de noviembre, momento en el que sale de Córdoba dirección Burgos. Este dato parece contradecir la suposición de Preciado de que hubiese renunciado al magisterio de Córdoba para ir a Zamora a cuidar a su madre enferma.
En Burgos fue muy estimado y el Cabildo se lo manifestó en numerosas ocasiones, sobre todo en épocas festivas como Navidad y Corpus, época en la que componía para autos y representaciones.
En 1571, el Cabildo de Burgos obtuvo del Papa la adjudicación de un canonicato para el maestro de capilla. En ese mismo instante, el Cabildo promulgó edictos convocando oposiciones para dicho puesto. Pero existió un problema, y es que como requisito el aspirante al puesto debía ser ordenado in sacris, (voto de castidad, no pueden contraer matrimonio) y Villalar estaba casado.
El Cabildo estudió el caso en sesiones capitulares, y como conclusión, eximieron a Villalar de todas las obligaciones del magisterio en 1572: «E le representen lo mucho que siente el Cabildo carecer de dicho Villalar.»
No obstante, el Cabildo procuró ayudar y facilitar las cosas a Villalar para conseguir «acomodo» en otro lugar. Tras esto se comenta que se dirigió a Zamora, pero las actas capitulares de esa catedral se incendiaron en 1591, por lo tanto la siguiente referencia pasa ya por las actas capitulares de Valladolid, las cuales indican la recomendación del Cabildo de Burgos para la catedral de la que será capital española algunos años después.
Fue en 1576, a menos de un mes de su partida de Burgos cuando se estableció en Valladolid y en 1579 contrajo matrimonio. Las actas reflejan que gozaba de gran estima en la ciudad por sus composiciones de Navidad y Corpus.
Desde junio de ese mismo año hasta 1582 o 1583 aproximadamente, ejerció de nuevo como maestro de capilla pero esta vez en Santiago de Compostela, aunque según las actas es en 1581. El problema es que aquí el requisito era el mismo que en Burgos, aunque ya había ordenado el Cabildo, lo que hizo que se «interpretase» la bula pontifica que lo ordenaba de otra manera. Ejerció de maestro aunque no se conserve el auto de aceptación de obligaciones. Se le adjudicó por su trabajo un sueldo de 700 ducados anuales, muy alto para la época. Sin embargo los problemas persistieron, pues por lo visto llegó una denuncia oficial y es que el acta capitular del 12 de noviembre afirma que «el negocio del maestro de capilla está en la chancillería», lo que hizo que el 2 de septiembre de 1580 el Cabildo relegase a Villalar de su puesto, yéndose definitivamente de Santiago de Compostela en abril de 1581.
Esta vez su destino también es incierto, aunque de nuevo se especula con que fue a Zamora. Lo cierto es que sí estuvo allí entre 1593 y 1594, ya que según Preciado este último año el Cabildo de León intento llevárselo, pero Villalar renunció y prefirió quedarse en su ciudad. La fecha de su muerte es desconocida, si bien se especula que fue en el verano de 1601 ya que el 14 de noviembre de ese año se vio una carta en la catedral de Zamora de Alonso de Tejeda, maestro de capilla de la catedral de Salamanca, solicitando el puesto que cubría Villalar y que fue otorgado inmediatamente.
Sin embargo, otras fuentes indican en 1580 su rechazo a trabajar en Palencia para asentarse definitivamente en Zamora hasta el fin de sus días en 1593.

## Actas
Cabe destacar las actas literalmente:

El dicho señor Buenaventura de Lerma, canónigo, refirió a los dichos señores que había venido aquí para maestro de Capilla Andrés de Villalar, el cual lo era de la iglesia de Córdoba, y que le habían fecho regalo el dicho señor Paredes y el mesmo señor Buenaventura de Lerma, que le inviaron ciertas aves e vino no blanco e cebada e otras cosas.
Actas capitulares de la Catedral de Burgos, (Registro 55) 653: (fol. 280v, 27-11-1566)

Maestro de Capilla, salario. Recibieron maestro de capilla a Andrés de Villalar, maestro de capilla que era en la iglesia catedral de Córdoba, con noventa mil maravedises e cuatro cargas de trigo cada año, el cual salario le asignaron sobre su mesa capitular, e declararon le corriese e comenzase a gozar desde primero día del mes de noviembre próxime pasado adelante, e demás desto le mandaron dar de su mesa capitular diez mil maravedises por la costa que ha hecho de venir de Córdoba y ha de hacer en inviar por su mujer y casa.
Actas capitulares de la Catedral de Burgos, (Registro 55) 654: (fol. 287, 2-12-1566)

El dicho señor don Carlos Díez Armendáriz, canónigo, dijo a los dichos señores que Villalar, maestro de capilla, tenía necesidad de ir a Zamora, llamado de su madre, que está muy afligida porque tenía peso el obispo de Zamora un hermano, clérigo, e que asimismo le hiciesen merced en le mandar proveer de algunos dineros para irse al dicho negocio [...] e para su casa y el camino se le diesen de la mesa capitular tres docenas de gallinas por esta vez.
Actas capitulares de la Catedral de Burgos, (Registro 56) 663: (fol. 9, 12-1-1568)

## Obras
No se conservan muchas composiciones del autor:
- El Códice de Diego Sánchez, ubicado en la Parroquia de Santiago en Valladolid contiene el «Regina Coeli», a cuatro voces (obra polifónica) compuesta por Villalar. Aunque construida como una superposición de contrapuntos imitativos, cada uno de ellos introducido a partir de un nuevo inciso en la antífona mariana de la Pascua.
- Por otro lado, nos encontramos con la única pieza impresa atribuida a Villalar: «Esclarecida Juana», hallada en El Parnasso, único libro de música conocido de Esteban Daza (Valladolid, 1576), que contiene piezas tanto para vihuela sola como para vihuela y canto.

Sin embargo, en 1589, concretamente en Venecia, aparece en el libro Canciones y Villaescas Espirituales de Francisco Guerrero la misma música que muestra Daza en El Parnasso, lo que hace impensable, aunque posible, que Guerrero se apropiase indebidamente de la obra de Villalar.